# David Godbold
David Charles Godbold (* 3. November 1985 in Oklahoma City, Oklahoma) ist ein US-amerikanischer Basketballspieler. Nach dem Studium begann Godbold 2009 eine professionelle Karriere, die ihn nach Europa führte, wo er zunächst in Polen und Finnland spielte. In seiner zweijährigen Zeit in der Slowakei beim BK Prievidza gewann er 2012 unter Trainer Johan Roijakkers die slowakische Meisterschaft, für den er dann auch bei der BG Göttingen von 2013 bis 2016 spielte und 2014 in die höchste deutsche Spielklasse Basketball-Bundesliga aufstieg.

## Karriere
Nach dem Schulabschluss an der Douglass High School blieb Godbold in seiner Heimat und studierte an der University of Oklahoma, wo er von 2004 an vier Jahre für die Hochschulmannschaft Sooners in der Big 12 Conference der NCAA spielte. In Godbolds Zeit mit den Sooners gewann man zunächst keine weitere Meisterschaft in der Big 12 und in der landesweiten NCAA-Endrunde schied man 2005 in der zweiten und 2006 in der ersten Runde jeweils früh aus. Nachdem die Sooners 2007 die Qualifikation für ein Postseason-Tournament verpasst hatten, schafften sie 2008 mit Freshman Blake Griffin die Rückkehr in die Endrunde, in der man in der zweiten Runde den favorisierten Cardinal der University of Louisville unterlag. Nach dem Ende seiner Collegespielzeit 2008 blieb Godbold zunächst ohne professionelles Engagement und spielte in der unbedeutenden United Basketball League für die heimische Mannschaft Impact, mit der er die Meisterschaft dieser Liga gewann.
Im Sommer 2009 unterschrieb Godbold einen ersten Profivertrag beim Klub aus Kwidzyn in der Polska Liga Koszykówki. Nachdem sich diese Mannschaft aus der höchsten Spielklasse zurückgezogen hatte, wechselte er zum Ligakonkurrenten Stal aus Stalowa Wola. Die Mannschaft war auf dem elften Platz am Saisonende ohne Chance auf das Erreichen der Play-off-Runde um die Meisterschaft. In der Saison 2010/11 spielte Godbold in der finnischen Korisliiga für die Vilpas Vikings aus Salo, mit denen er jedoch auch nur den drittletzten Platz in der Hauptrunde erreichte. In der folgenden Saison spielte er in der Slowakei für den Klub aus Prievidza, der mit dem jungen niederländischen Trainer Johan Roijakkers erstmals nach 1996 wieder die slowakische Meisterschaft 2012 gewinnen konnte. Während Trainer Roijakkers anschließend zum deutschen Zweitligisten nach Göttingen wechselte, konnte Godbold mit dem Verein aus Prievidza den Titel in der Saison 2012/13 nicht verteidigen.
Schließlich holte Roijakkers zur ProA-Saison 2013/14 Godbold ebenfalls nach Göttingen. Nachdem die Mannschaft im Vorjahr noch die Rückkehr in die höchste deutsche Spielklasse verpasst hatte, war Godbold zusammen mit unter anderem Harper Kamp und Alex Ruoff maßgeblich daran beteiligt, dass man die Meisterschaft der ProA und den Aufstieg in die Basketball-Bundesliga realisieren konnte. In der ersten Saison nach der Erstliga-Rückkehr verpasste die Mannschaft mit Mannschaftskapitän Godbold in der Basketball-Bundesliga 2014/15 erst am letzten Spieltag auf dem zehnten Platz den Einzug in die Play-offs der besten acht Mannschaften um die deutsche Meisterschaft. In der folgenden Saison reichte es erst am letzten Spieltag auf dem 16. und drittletzten Platz nur noch zum Klassenerhalt. Nachdem Ruoff den Verein bereits eine Saison zuvor verlassen hatte, verließen nun auch Kamp und Godbold die Göttinger. Godbold bekam erst nach dem Beginn der folgenden Saison Anfang Oktober 2016 einen neuen Vertrag beim Ligakonkurrenten Phoenix aus Hagen. Dort stand er bis zum Ende November 2016, als Phoenix die Bundesliga-Lizenz entzogen wurde, unter Vertrag. Anschließend war er vereinslos.
Im Januar 2018 wurde er abermals von den Hagenern verpflichtet. Bis zum Ende der Saison 2017/18 bestritt er 14 Ligaspiele für Hagen (8,6 Punkte, 4,4 Rebounds, 3,4 Vorlagen/Spiel).